# Platyzosteria fulva
Platyzosteria fulva är en kackerlacksart som beskrevs av Karlis Princis 1954. Platyzosteria fulva ingår i släktet Platyzosteria och familjen storkackerlackor. Inga underarter finns listade i Catalogue of Life.